# Éléhard de Krause
Éléhard de Kelles Krause (également Eilhard, Eilart, Eilert, Elehard ou Eleard von Krause ou Kruse), baron de Kelles et de Turaida, né en 1519 en principauté épiscopale de Dorpat (aujourd'hui Tartu, actuelle Estonie) et mort en 1587 en duché de Prusse (actuel oblast de Kaliningrad), était un aristocrate, diplomate et aventurier germano-balte, dernier voué (stiftvogt) de la principauté épiscopale de Dorpat dans les années 1550-1560 et ambassadeur de la Confédération de Livonie auprès du tsar Ivan IV le Terrible.
Ayant participé aux différentes ambassades livoniennes déléguées à Moscou à partir de 1554 ; son nom reste attaché aux tractations menées tout au long de la guerre de Livonie pour faire échapper la Confédération de Livonie (Estonie et Lettonie actuelles) au dépeçage programmé de son territoire entre l'Union de Pologne-Lituanie, le tsarat de Russie et les royaumes de Danemark et de Suède.

## Biographie

### Origines familiales

La Confédération de Livonie en 1260.

Fils d'Ernst von Krause, seigneur de Kelles, Éléhard est né en 1519 et reçoit à la naissance le prénom de son grand-père, Elehard ou Eilhard von Krause (†1538), seigneur de Fähna, Odenkotz et Kioma, mentionné par les annales de Livonie comme l'un des chevaliers de la principauté de Dorpat ayant apposé sa signature à l’accord de Wolmar de 1537. Le prénom est héréditaire dans la famille et porté avant cet aïeul par un précédent, Eilhard von Krause, cité comme conseiller du prince-évêque de Dorpat en 1425 ; il est encore traditionnel de nos jours parmi ses descendants.
Possessionnée dans la principauté épiscopale de Dorpat (l'une des principautés ecclésiastiques quatre formant la Confédération avec les territoires de l'Ordre de Livonie), la famille prend originellement sa source en Bavière, d'où elle s'est transplantée en Livonie sous la bannière des chevaliers Porte-Glaives lors des croisades baltes (1193-1242). Elle y porte indifféremment les noms de Krause, Krauze, Krauz (allemand), Kruse, Kruze (estonien) ou Crusius (latin) et y est attestée dès 1326 : Conrad Krause est mentionné comme vassal du prince-évêque de Dorpat en 1326, Heinrich Krause conseiller d’État à Riga en 1330, Kord Krause représentant ecclésiastique de Dorpat et présent à la paix à Dantzig de 1397, Egbert Krause chanoine de la cathédrale de Dorpat en 1419, etc.

### Premières ambassades livoniennes à Moscou (1554-1557)

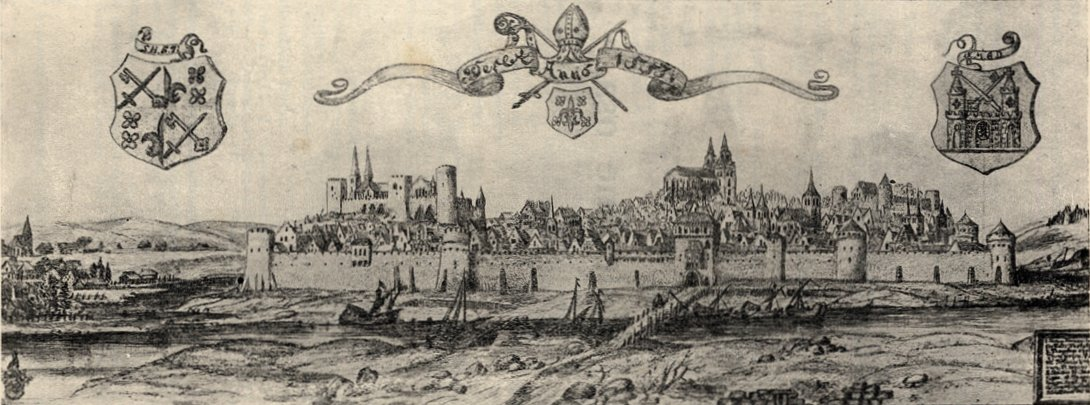
Dorpat, siège de la principauté épiscopale en 1553

D'abord conseiller d'État du prince-évêque de Dorpat, Éléhard de Krause est élevé vers 1550 à la charge de voué épiscopal (stiftvogt), c’est-à-dire gouverneur temporel de la principauté. Les cinquante années de paix signées en 1503 avec le tsarat de Russie s'achèvent à l'époque et de premières ambassades sont déléguées à Moscou par la diète de Livonie pour convenir du renouvellement du traité pour quinze ans par le nouveau tsar Ivan IV.
Elles l'obtiennent en 1554, sous conditions de l'engagement pris de ne pas contracter d'alliance avec la Pologne-Lituanie et de payer à bref délai le demi-siècle d’arriéré du tribut originellement convenu en 1503 mais dont le versement a jusque-là toujours été différé.
En proie à de vives querelles religieuses (introduction du luthéranisme dans les années 1520) et politiques (sécularisation des domaines de plusieurs dignitaires de l'ordre Teutonique et de l'ordre de Livonie, incursion des troupes polonaises à la suite de la déposition du prince-évêque de Riga, etc.), la Confédération néglige largement les conditions posées par le tsar, si bien qu'une ambassade russe est dépêchée à Dorpat en 1556 pour poser un ultimatum et prendre acte de la violation manifeste de la neutralité de la Confédération à la suite de la conclusion du traité de Pozvol avec l'Union de Pologne-Lituanie.
Une nouvelle ambassade est aussitôt envoyée à Moscou et Éléhard de Krause et le prince-évêque rencontrent en février 1557 le tsar, dont la position reste inflexible en l'absence de versement du tribut. Les velléités russes sur les territoires et ports livoniens sont réelles et 40 000 hommes sont bientôt amassés aux frontières. Éléhard de Krause est à nouveau envoyé à Moscou à l'automne pour éviter la guerre ; chargé de présents, il persuade le tsar d'engager à nouveau les discussions et obtient finalement de réduire le tribut à un montant forfaitaire auquel sera ajoutée une somme venant indemniser les frais de levée de l'armée. Le traité est tout près d'être signé quand le tsar découvre que la délégation ne dispose pas avec elle des fonds nécessaires pour assurer le premier versement. Conviés le soir même à dîner, Éléhard de Krause et sa suite se voient servir des plats vides ; les négociations sont rompues et les ambassadeurs n'ont d'autres choix que de quitter la table pour reprendre le chemin de Dorpat. Ils sont suivis de près de l'armée russe, désormais en marche.

### Sac de la principauté de Dorpat et secondes ambassades à Moscou (1558)

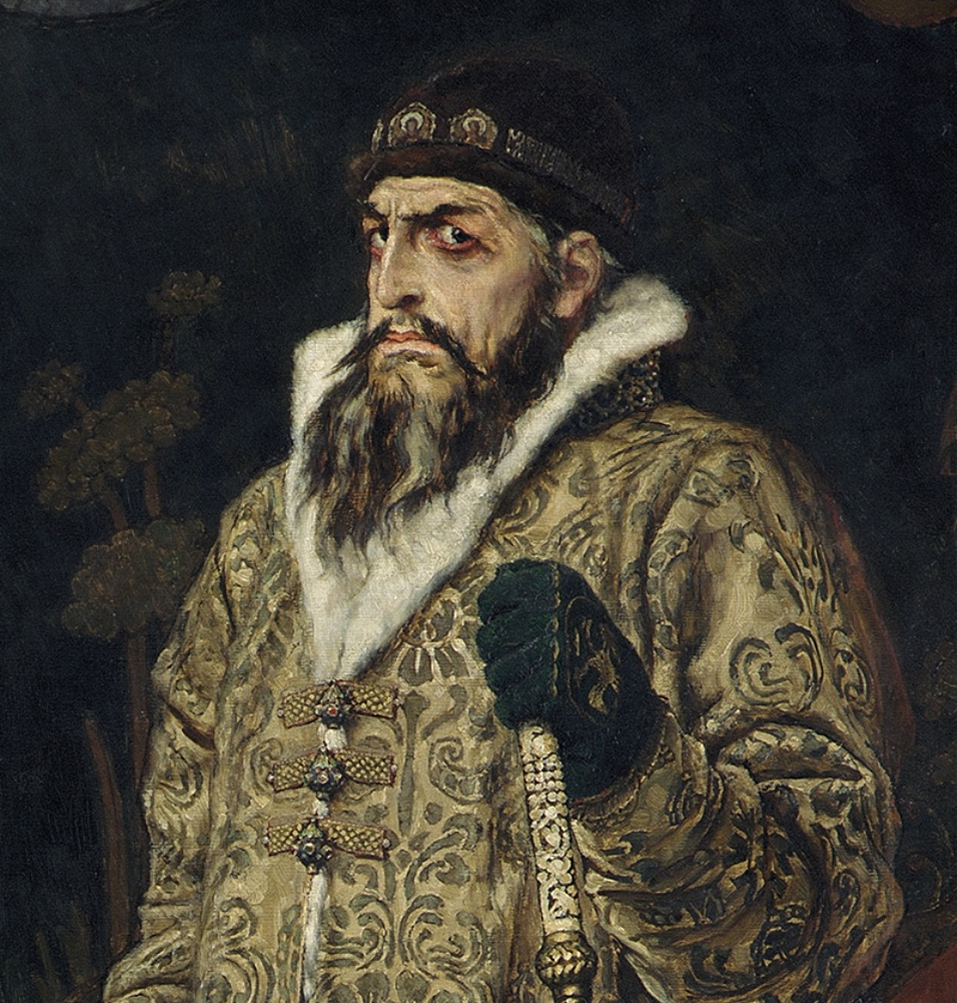
Portrait d'Ivan le Terrible par Viktor Vasnetsov, 1897

À la tête de troupes moscovites, le khan de Qasim et d'autres princes tatars pénètrent en Livonie le 22 janvier 1558 avec pour ambition de prendre par la force le tribut dont le pays refuse de s'acquitter. Boyards, cavaliers tatars et cosaques mettent à feu et à sang les campagnes durant cinq semaines et, estimant avoir amassé un butin suffisant, regagnent Ivangorod à la fin du mois de février, sans s'être jamais attaqué aux forteresses, ni avoir combattu de front les troupes livoniennes.
Assemblés à Wenden, les chefs de l'Ordre délibèrent sur le sort de pays et décident d'envoyer une ultime ambassade à Moscou. Éléhard de Krause est à nouveau choisi et repart cette fois-ci en qualité de plénipotentiaire de l'entière Confédération et accompagné de Théodore von Fürstenberg, frère du grand-maître de l'Ordre de Livonie. Une trêve est octroyée par le tsar jusqu'au 24 avril en attendant leur arrivée à la cour, mais des incidents dégénèrent à la frontière et permettent aux Russes de se saisir de la ville de Narva dans cet intervalle. Parvenus à Moscou, et arguant de la récente dévastation du pays pour différer à nouveau le paiement, les deux ambassadeurs se voient proposer une unique alternative par Ivan IV, soit le versement immédiat du tribut, soit la sujétion du grand-maître de l'Ordre et des princes-évêques de Dorpat et Riga à sa personne. Une somme considérable est rassemblée, mais la paix n'est plus possible.

### Début de la guerre de Livonie (1558)
Déjà maîtres de Narva, les russes s'élancent sur le pays au printemps et les combats prennent un tour tout différent de l'incursion de janvier, désormais sous l'aspect d'une guerre de conquête et de siège. Les Livoniens opposent une résistance opiniâtre en quelques forteresses, mais sont bientôt submergés par le nombre. Les Russes entament largement la petite armée de 8 000 hommes avant même qu'elle ne soit en mesure de défendre Dorpat ; ils sont sur le point de faire prisonnier le grand-maître de l'Ordre qui, devant un tel désastre, se démet de ses fonctions en faveur du plus jeune Gotthard Kettler.
Des fonds sont partout rassemblés pour lever des troupes à l'étranger, mais le temps manque et Dorpat doit faire face seule aux troupes russes avec une garnison réduite à 2.000 hommes. L'artillerie ayant entamé les murailles, la ville est ainsi contrainte de capituler le 18 juillet. Éléhard de Krause, qui a pu quitter la ville, tente de rejoindre les troupes livoniennes et alerte formellement le 5 août 1558 le prince-évêque de Riga sur la gravité de la situation en un rapport circonstancié sur la réédition de la ville.

### Dissolution de la Confédération (1559-1561)
La situation est critique. Empêché par les Ottomans aux marches de Hongrie, l'empereur reste impuissant à défendre les confins baltes du Saint-Empire et le territoire de la Confédération se réduit chaque jour. Dorpat occupé, les Suédois se sont emparés des territoires les plus au nord autour de Tallinn pour les ériger en duché d’Estonie, tandis que les anciennes principautés épiscopales de Pilten et d’Ösel-Wiek ont été sécularisés en faveur du prince Magnus, frère cadet du roi de Danemark Frédéric II. Devant la menace de disparition, le cinquantième et dernier grand-maître de l’Ordre de Livonie se résout à conclure en 1559 puis 1561 à Vilnius deux traités d’alliance avec Sigismond II Auguste.
Le reste des anciens territoires de la Confédération - la plus large partie tout de même - passe donc sous sujétion (Pacta subiectionis) de l’Union de Pologne-Lituanie en 1561. Les traités reconnaissent aux Livoniens la permanence de leurs anciennes lois (Privilegium Sigismundi Augusti), mais leur territoire est démembré et l’Ordre de Livonie comme la Confédération sont formellement dissous. Deux États satellites polono-lituaniens sont créés, le duché de Courlande au plus proche de la Pologne (sud de l'actuelle Lettonie) et le celui de Livonie plus à l'est (sud de l’Estonie et nord de la Lettonie actuelles). Dorpat n'est pas repris aux Russes pour autant ; son prince-évêque et les principaux dignitaires de la principauté ont été déportés à Moscou où ils restent captifs. Ils sont bientôt rejoints par l'ancien grand-maître de l'Ordre Johann Wilhelm von Fürstenberg, ainsi qu'Éléhard de Krause, tous deux faits prisonniers le 2 août 1560 après la prise de Fellin.

### Captivité et guerre nordique de Sept Ans (1562-1568)

#### Guerre nordique de Sept Ans
Les ambitions suédoises, danoises et polonaises sont largement ravivées sur la Baltique par la chute de la Livonie et entraînent le déclenchement de la guerre nordique de Sept Ans. Le conflit se déroule cependant principalement dans le sud et l’ouest de la Scandinavie, avec de nombreuses batailles navales dans les eaux de la Baltique, de sorte que la Livonie demeure elle-même relativement épargnée.

#### Appel des captifs au service du tsar
Ivan IV n'en conserve pas moins ses vues sur le pays. Conscient que sans le concours de sa noblesse, les territoires de l'ancienne confédération ne recouvreront pas leur opulence passée, il travaille à se concilier les dignitaires livoniens qu'il retient captifs en Russie. Il les a dotés dès 1564 de quelques apanages en Moscovie où ils sont assignés à résidence : le prince-évêque à Lioubim, l'ancien grand-maître de l'Ordre Fürstenberg à Iaroslav et Éléhard de Krause, leur ambassadeur, en un domaine plus modeste d'une centaine de serfs, etc. Ils en sont rappelés à Moscou en 1567 et attachés à sa personne en qualité de conseillers.

#### Projet d'un nouveau royaume de Livonie
Ayant également intégré l'opritchnina ainsi que la Douma des boyards, Éléhard de Krause inspire à Ivan IV l’idée de former, sur l'étendue des territoires livoniens, un nouveau royaume vassal de la Russie. Avec Johann von Taube, son homologue de Riga, il l'assure que, dans le cas où il prendrait ce parti et choisirait un prince germanique, la noblesse de Livonie se déclarerait en sa faveur et chasserait du pays Suédois et Polonais. L'idée séduit et cette nouvelle couronne est formellement proposée par le tsar à son plus illustre prisonnier, l'ancien grand-maître Fürstenberg. Âgé de près de soixante-dix ans, ce dernier refuse néanmoins catégoriquement et jure, l'ordre de Livonie désormais disparu, de ne vivre et mourir que loyal au Saint-Empire. Il meurt effectivement l'année suivante.

### Négociations en faveur d'un nouveau royaume de Livonie (1568-1569)

#### Choix du duc Magnus et retour en Livonie
Fürstenberg mort, les anciens captifs suggèrent au tsar d'offrir la couronne à Magnus de Holstein, frère cadet du roi de Danemark, jeune prince d'extraction germanique et déjà à la tête de Pilten et d’Ösel-Wiek, deux des quatre anciennes principautés ecclésiastiques formant l'ancienne Confédération et dont il a obtenu la sécularisation.
Afin de gagner la noblesse de Livonie à ce dessein, Éléhard de Krause et Johann von Taube sont autorisés à regagner le pays à la fin de l'année 1568 et obtiennent, en gage de bonne foi, le retour de l'ensemble des captifs à leurs côtés. Arrivés à Dorpat en janvier 1569, ils sont réintégrés  dans leurs propriétés et engagent aussitôt des échanges avec Tallinn afin de préparer les négociations générales qu'ils convoquent en avril à Rakvere.

#### Tractations et contacts avec le duc Magnus

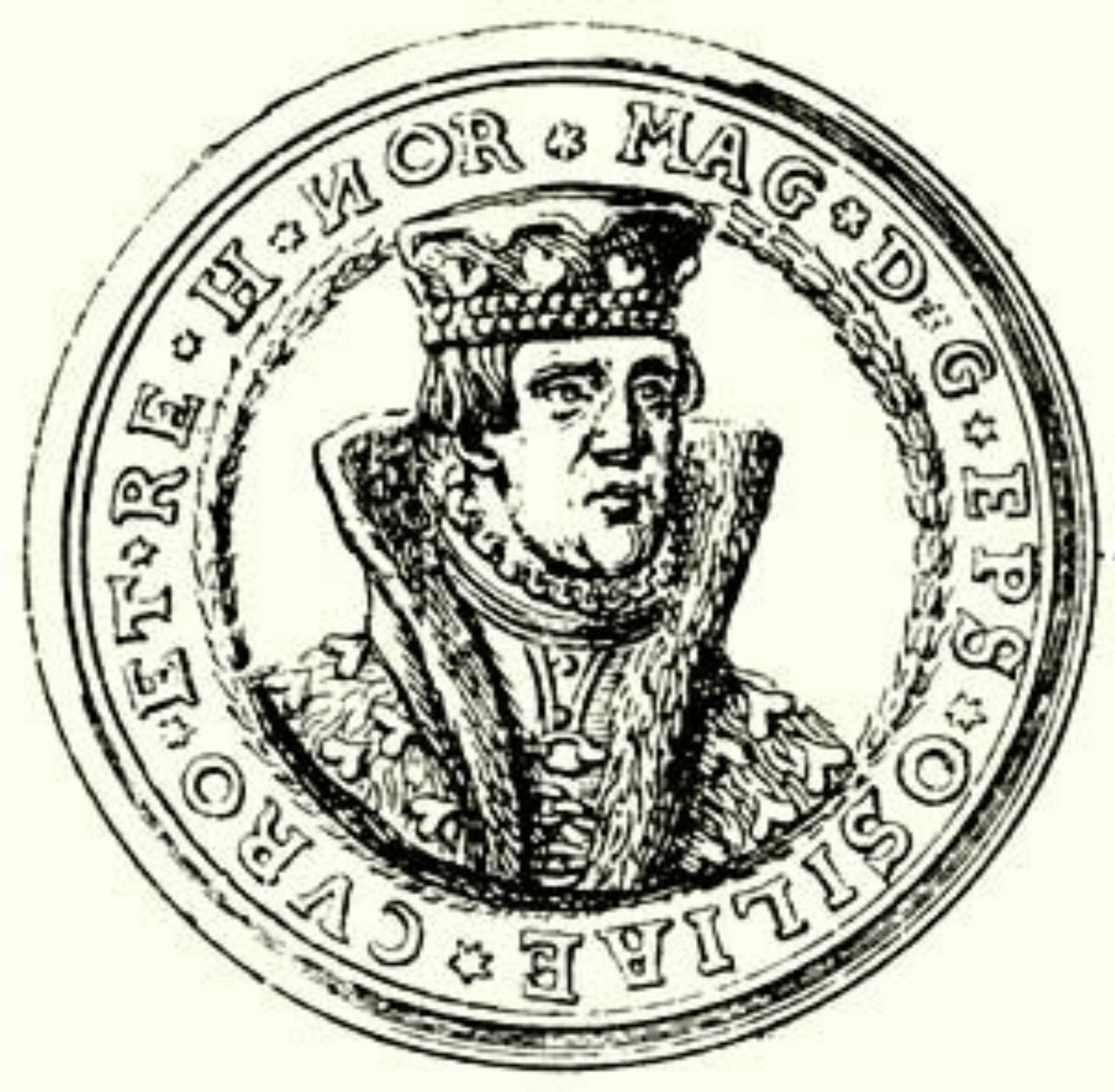
Magnus de Holstein, éphémère roi de Livonie

Ils y exposent aux représentants du jeune duché d'Estonie les vues du tsar et la perspective de restauration possible de l'ancienne Livonie ; ils engagent à cet effet les représentants de Tallinn à se défaire leur récente vassalité suédoise. Les échanges sont cependant prudents et le conseil entend connaître la position de Riga avant de se prononcer.
Des contacts sont également pris avec le duc Magnus et Éléhard de Krause et Johann von Taube s'en repartent pour Moscou en octobre accompagnés d'ambassadeurs de ce prince. Ils regagnent la Livonie au printemps et passent à Riga en avril 1570, munis de laissez-passer diplomatiques, l'ancienne principauté archiépiscopale étant désormais sous domination polono-lituanienne. Quoique traditionnellement hostile aux Russes, la noblesse de Riga a depuis dix ans vu ses anciens territoires être dépecés par les sauveurs polonais ; elle fait tant et si bon accueil aux deux ambassadeurs qu'elle les investit ainsi, malgré les protestations polonaises, comme ses représentants auprès du tsar.

#### Hostilité du duc de Courlande

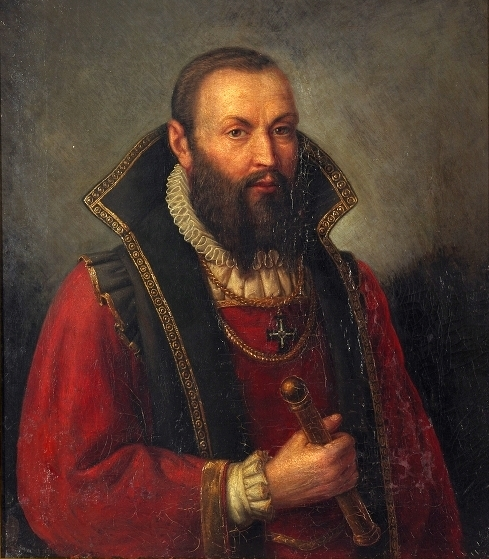
Gotthard Kettler, dernier grand-maître de l'Ordre de Livonie

Dorpat acquise, Tallinn disant s'en remettre à Riga et Riga à eux, Éléhard de Krause et Johann von Taube se rapprochent de Gothard Kettler, l'éphémère successeur de Fürstenberg à la tête de l'Ordre, désormais maître du nouveau duché de Courlande.
Vassal du roi de Pologne, il refuse de rencontrer les deux émissaires et transmet aussitôt leurs courriers à Sigismond Auguste afin de l’alerter des projets russes. Les discussions se poursuivent dans le même temps avec Magnus dont deux émissaires sont encore reçus à Dorpat le 7 juin ; ils y sont informés, ainsi que par correspondance suivie, de l'urgence qu'il y a désormais pour ce prince de se rendre à Moscou.

#### Hésitation du duc Magnus et ambassade à Moscou
Le prince hésite cependant et craint de se décider sans l'approbation de son frère, le roi de Danemark Frédéric II, qu'il n'obtient qu'à l'automne. Toujours indécis, il délègue finalement une mission d'une quarantaine d'envoyés à Moscou, chargés de finaliser les termes et conditions de la création du futur royaume.
Ayant rejoint Krause et Taube à Dorpat le 3 octobre, la délégation quitte la ville avec eux le 12, gagne Novgorod le 20 et, empêchée par un froid terrible, ne parvient à la sloboda d'Alexandrov, résidence favorite d'Ivan IV, que le 27 novembre 1569.
Les négociations s'engagent et un accord est trouvé ; le futur roi viendra à Moscou jurer fidélité au tsar, promettra de le servir loyalement comme vassal en temps de guerre, en échange de quoi le nouveau royaume sera assuré la liberté de culte, une pleine autonomie dans son gouvernement ainsi que de la conservation de ses anciennes lois et institutions.

### Création du royaume de Livonie (1570)

#### Soulèvement de Tallinn
Les contours constitutionnels de ce nouveau royaume de Livonie définis, il reste à en assurer la conquête puisque seuls les territoires de l'ancienne principauté-épiscopales de Dorpat ainsi que de Pilten et d’Ösel-Wiek leur sont acquis. Leurs vues se portent en premier lieu sur la province nordique de Tallinn, voisine de la Moscovie et toujours occupée par les Suédois.
La ville, qui a longtemps hésité, finit par se soulever sous le commandement Klaus von Kursell, un proche parent d'Éléhard de Krause (il est l'oncle de sa femme). Officier livonien comme lui à l'origine, Kursell a dans les premiers temps de la guerre participé aux contre-offensives suédoises et polono-lituaniennes visant à contenir l'expansion russe ; il a depuis progressivement pris conscience, avec le reste de la noblesse de Livonie, des intentions réelles des alliés d’hier. Gagné aux projets de son neveu, il prend donc d'assaut le 7 janvier la forteresse de Toompea, au cœur de la ville, et se saisit du gouverneur suédois de Tallinn.
Des envoyés de Magnus sont aussitôt envoyés, réitérant les propositions formulées par Éléhard de Krause à Rakvere. Le conseil de la ville continue cependant de tergiverser, tant et si bien que les Suédois, revenus en nombre, parviennent à reprendre la forteresse le 24 mars 1570. La répression est sans pitié ; Kursell est condamné à mort avec ses principaux officiers et a la tête tranché le 5 juin 1570. Les partisans de l'unité livonienne sont pourchassés et éliminés de sorte que la crainte succède désormais à l'hésitation. La ville ne se livrera pas à Magnus et devra être prise par les armes.

#### Protestations des cours européennes et proclamation du royaume de Livonie
À Kuressaare, à la cour du futur roi, les lettres d'admonestation ou de menace se succèdent depuis la Pologne et la Lituanie, des cours allemandes également, toutes mettant en garde le prince contre la brutalité d'Ivan le Terrible. Si les premières années de son règne l'ont d'abord fait connaître comme un grand réformateur, le jeune tsar est en effet gagné, depuis 1560 et la mort suspecte de la tsarine Anastasie, par la paranoïa et une cruauté sans pitié.
À Moscou durant ce temps, l'impatience gagne de ne point voir Magnus venir se faire couronner et l'on craint une reculade. Le récit des expéditions punitives et des exécutions massives menées en janvier à Novgorod et Pskov sous le commandement du tsar se répandent en effet en Livonie. Magnus n'en est informée qu'alors qu'il a déjà gagné Dorpat sur le chemin de Moscou ; les hésitations ne sont cependant plus de mise et le prince poursuit, escorté de cent-cinquante cavaliers et d'Éléhard de Krause. Il fait son entrée à Moscou à la veille de l'été et jure donc fidélité entre les mains du tsar qui proclame solennellement le royaume de Livonie le 10 juin.

### Entrée de l'armée en Livonie et siège de Tallinn (1571)

#### Entrée de l'armée en Livonie
Ayant comblé de magnificence le nouveau roi, le tsar promet à Magnus en mariage l'une de ses nièces, différant néanmoins la noce à l'entière conquête de son nouveau royaume, à commencer par Tallinn. Il lui confie à cet effet une importante armée de 25 000 hommes russes et allemands, placés sous le commandement d'Éléhard de Krause, et chargée de soumettre le pays.
À leur entrée dans le pays, ils proclament partout la nouvelle royauté, la faveur du tsar, la réunion des territoires livoniens, les promesses de bonheur public, et se tournent le 23 août vers Tallinn qu'ils entendent se faire remettre par le nombre, sans effusion de sang.

#### Échec du siège de Tallinn
La ville, reprise en main par les Suédois depuis le soulèvement de Kursell l'année précédente, s'est cependant préparée à un siège et ne soumet pas. L'armée de Magnus ne dispose que d'une artillerie insuffisante et ne parvient pas à causer de notables dommages aux fortifications. La ville ne peut être prise que par famine, mais l'hiver étant doux, la flotte suédoise parvient tout de même à approvisionner la ville.
La maladie décime pendant ce temps les assiégeant et Éléhard de Krause perd un de ses fils au combat. Au désespoir, le siège est levé après sept mois sous les murs de Tallinn. C'est un revers terrible pour Magnus qui, craignant le courroux d'Ivan et apprenant de surcroît l'alliance de son frère avec la Suède, accable ses officiers et met en doute la loyauté d'Éléhard de Krause, tandis que Moscou est dans le même temps frappé de plein fouet par les Tatars qui incendient la ville et font périr vingt-mille moscovites.

### Ralliement au camp polonais (1571)

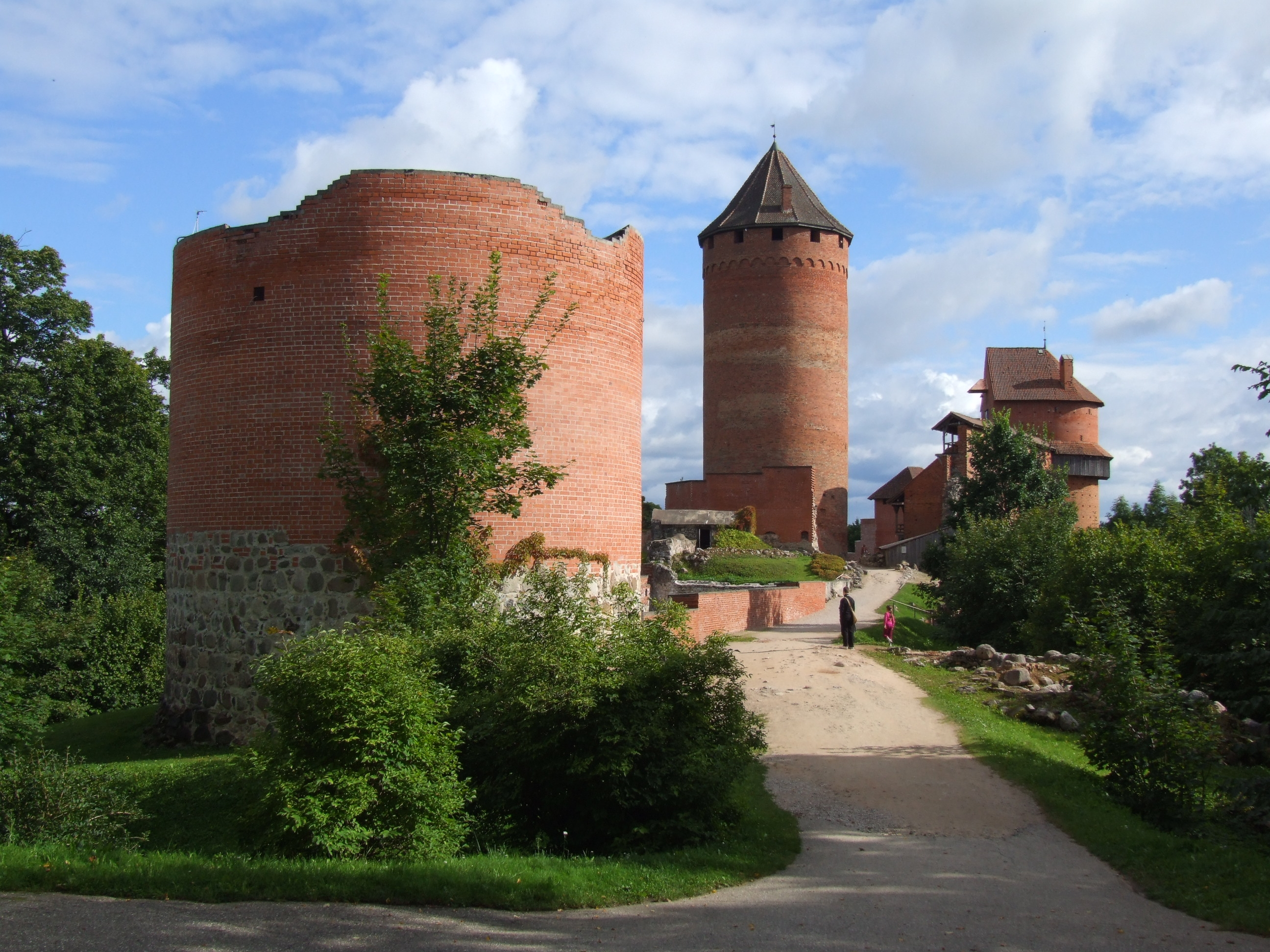
château de Turaida (Treyden), concédé à Éléhard de Krause en 1571

Son sort scellé s'il est livré au tsar, Éléhard de Krause quitte Magnus et regagne sa ville de Dorpat qu'il tente désormais de soulever contre le tsar. Il manque cependant d'hommes et se trouve bientôt submergé par les troupes russes qui y massacrent une partie de la population et le contraigne à rejoindre avec ses hommes la partie du pays encore sous contrôle polono-lituanien.
Son ralliement est accueilli très favorablement par Sigismond II au service duquel il se place dès lors et qui l'élève la même année à la dignité de baron de Kelles, titre confirmé par son successeur Étienne Báthory le 30 novembre 1578 puis à nouveau le 28 février 1585. Les domaines héréditaires de sa famille demeurant sous domination russe (baronnie de Kelles, seigneurie de Kioma et Metshof, etc.), il lui est par ailleurs attribué la même année 1571 la baronnie et starostie de Turaida (Treyden), au nord-est de Riga. Il conservera cette forteresse jusqu'en 1585, époque à laquelle il se retire auprès du duc Albert-Frédéric de Prusse, fils du dernier grand-maître de l'ordre Teutonique, et meurt en 1587.

## Famille et postérité

### Mariage et enfants
Éléhard de Krause avait épousé Katharina von Tiesenhausen, fille de Dietrich von Tiesenhausen et Maria von Uexküll, et tante de Barbara von Tiesenhausen, passée à la postérité pour avoir inspiré la nouvelle tragique du même nom d'Aino Kallas (1923) et l'opéra d'Eduard Tubin (1969). De cette union naquit :
- une fille, mariée à Gerhard von Mirbach[15],
- une autre fille, mariée à Fromhold von Berg auf Carmel[15],
- un fils, mort au siège de Tallinn le 5 mars 1571,
- Fabian, dont certaines correspondances avec son père sont conservées[16],
- Wilhelm, dont la descendance s'est poursuivie[12].

### Postérité
Les Russes entièrement repoussés de Livonie en 1582, la majeure partie des territoires de l'ancienne Confédération est un temps acquise aux Polono-lituaniens et la famille réinvestie dans ses biens héréditaires. Les anciennes principautés épiscopales de Dorpat et Riga sont cependant arrachées un demi-siècle plus tard par les Suédois à l'issue de la guerre polono-suédoise de 1626-1629, obligeant les Krause à trouver refuge plus au sud.
La famille se scinde à l'époque en deux branches, l’une implantée en Courlande, l’autre en Lituanie, toutes deux successivement contraintes par les avancées russes de trouver refuge en Pologne aux XVIIIe puis XIXe siècles.

#### Branche courlandaise
Ayant trouvé refuge au duché voisin de Courlande (principauté satellite de la Pologne-Lituanie formée sur les anciens territoires de l’Ordre livonien) au XVIIe siècle donc, cette branche doit à nouveau s’exiler au début du XVIIIe siècle après l’invasion de la principauté par les Russes et fait souche bien plus au sud en Podolie. Juste après le premier partage de la Pologne, Johan Krause y fait ainsi reconnaître en 1782 sa noblesse courlandaise et inscrire à Trembowla la famille aux rôles de la noblesse du nouveau royaume autrichien de Galicie et Lodomérie.
Cette branche se poursuit en la personne de Johan Krause (1786-1845), commandant du régiment de chevaux-légers du prince de Hohenzollern au service de l’Autriche-Hongrie, pour s’éteindre dans les mâles en la personne de son fils Siegmund Krause (1840-1888), capitaine d’infanterie au service d’Autriche-Hongrie, dont la descendance féminine, toujours subsistante, s’est fondue au début du XXe siècle dans les familles de Korwin Krokowski et de Sas Hoszowski.

#### Branche lituanienne

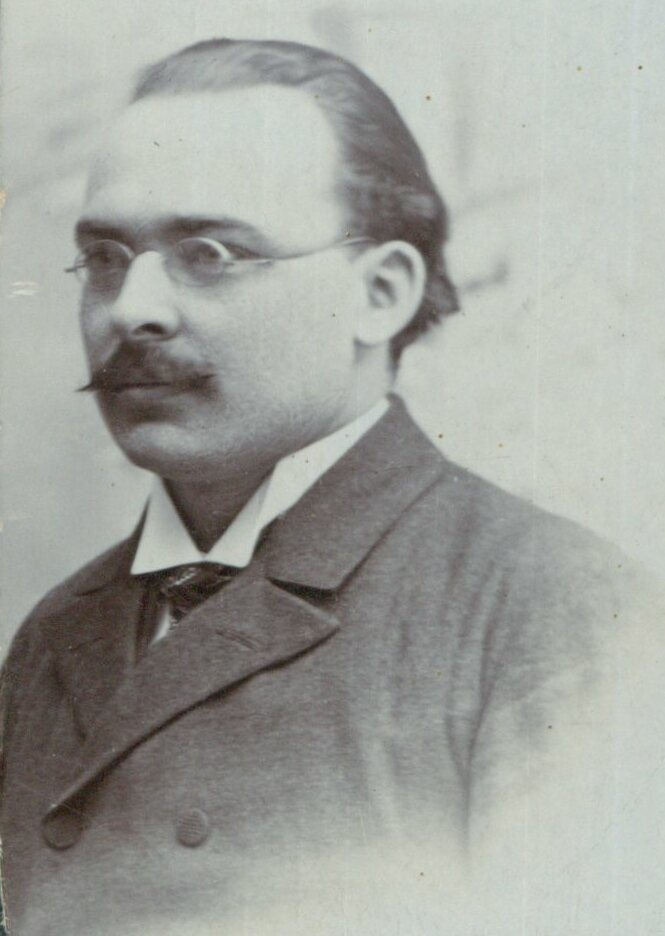
le baron Kazimierz Kelles-Krauz

Implantée au nord de la Lituanie, où ses membres sont seigneurs de Czechowszczyzna (powiat de Wilkomierz), Burbiszki, Medikany, Uzubo, Waweryń et Wilkiszki (powiat d’Upita), la branche lituanienne donne de nombreux officiers et magistrats au service de Pologne-Lituanie aux XVIIe et XVIIIe siècles.
Ces territoires passant sous domination russe après le troisième partage de la Pologne, la famille fait ses preuves de noblesse devant les commissaires du gouvernement de Vilna et est portée aux registres de la noblesse russe le 10 juillet 1835 ; elle fait également reconnaître son titre de baron de Kelles par arrêt du Conseil d’État de Saint-Pétersbourg du 21 décembre 1857 et prend dès lors le nom Kelles-Krauz ou Kelles-Krauzów (Келлс Краузов en cyrillique).
Cette branche s’est par la suite implantée à Radom et Varsovie après la condamnation du baron Michal-Wilhelm-Éléhard Kelles-Krauz (1842-1922) à la confiscation de ses propriétés lituaniennes en raison de sa participation à la grande insurrection indépendantiste polonaise de 1863. Il est notamment le père du philosophe Kazimierz-Radosław-Éléhard Kelles-Krauz (1872-1905) ; sa descendance et celle de son oncle, le baron Michał-Wincenty Kelles-Krauz, est toujours représentée en Pologne.

## Littérature
L'épopée d'Éléhard de Krause a inspiré au romancier estonien Theodor Hermann Pantenius son œuvre principale Die von Kelles, roman publié en 1885 et dressant le tableau de l'effondrement de la Livonie au XVIe  siècle sur fond de rivalités sociale, culturelle, religieuse et ethnique entre aristocratie germano-balte, bourgeoisie marchande hanséatique et paysannerie indigène.
La redécouverte récente dans les archives du duc Albert de Prusse de la correspondance qu’Éléhard de Krause avait secrètement entretenu avec ce prince a par ailleurs relancé la recherche sur son rôle, le projet d'un royaume russe de Livonie et la réalité complexe de cette période ; elle a notamment fait l'objet d'une thèse par le professeur Andres Adamson de l’Institut d’histoire de l’université de Tallinn,.
Éléhard de Krause a enfin, lui-même, laissé un contre-rapport sur les événements de la guerre de Livonie intitulé Warhafftiger Gegenbericht auf die Anno 1578 ausgangene Liefflendische Chronica Balthasar Russow's, longtemps resté inédit et publié en 1861.